# Jeffrey Altheer
Jeffrey Altheer (Rotterdam, 9 maart 1987) is een voormalig Nederlands profvoetballer die doorgaans als verdedigende middenvelder of verdediger werd ingezet.

## Carrière
Altheer doorliep vanaf 1995 de jeugd van Feyenoord. Hier kreeg hij in 2005 een contract aangeboden. Sinds het seizoen 2006-07 speelde hij op huurbasis voor Excelsior. Het seizoen 2007-08 werd hij weer uitgeleend aan Excelsior. Ditmaal kwam hij, in tegenstelling tot het voorgaande seizoen, wel aan spelen toe.
Eind maart 2009 maakte Feyenoord bekend zijn aflopende contract niet te verlengen, waardoor Altheer werkloos dreigde te worden. Vervolgens trok Helmond Sport hem aan. Na drie seizoenen in Helmond maakte hij in navolging van ploegmaat Guus Joppen in 2012 de overstap naar VVV-Venlo waar hij een overeenkomst tekende voor drie jaar. Aan het eind van het seizoen 2014-15 maakte VVV bekend het aflopende contract niet te zullen verlengen.
Altheer sloot in september 2015 op amateurbasis aan bij Willem II, dat hem transfervrij inlijfde. In januari 2016 vertrok hij bij Willem II. Na kortstondige avonturen in IJsland en Finland keerde hij terug naar Nederland. In april 2016 werd bekend dat hij zijn loopbaan vervolgt bij amateurclub ASWH. Op 21 oktober 2016 maakte hij bekend per direct derdedivisionist ASWH te verlaten, aangezien hij het voetballen niet langer kon combineren met een nieuwe functie op zijn werk.
In het seizoen 2017/2018 werd Altheer kampioen met Lekkerkerk 4.

## Statistieken
| Seizoen         | Club            | Competitie      | Competitie | Competitie | Beker | Beker | Playoff | Playoff | Totaal | Totaal |
| Seizoen         | Club            | Competitie      | Wed.       | Dlp.       | Wed.  | Dlp.  | Wed.    | Dlp.    | Wed.   | Dlp.   |
| --------------- | --------------- | --------------- | ---------- | ---------- | ----- | ----- | ------- | ------- | ------ | ------ |
| 2005/06         | Feyenoord       | Eredivisie      | 0          | 0          | 0     | 0     | 0       | 0       | 0      | 0      |
| 2006/07         | → Excelsior     | Eredivisie      | 0          | 0          | 0     | 0     | 2       | 0       | 2      | 0      |
| 2007/08         | → Excelsior     | Eredivisie      | 20         | 0          | 2     | 1     | —       | —       | 22     | 1      |
| 2008/09         | → Excelsior     | Eerste divisie  | 32         | 4          | 2     | 0     | 2       | 1       | 36     | 5      |
| 2009/10         | Helmond Sport   | Eerste divisie  | 25         | 4          | 3     | 0     | 4       | 0       | 32     | 4      |
| 2010/11         | Helmond Sport   | Eerste divisie  | 15         | 0          | 0     | 0     | 4       | 0       | 19     | 0      |
| 2011/12         | Helmond Sport   | Eerste divisie  | 20         | 2          | 0     | 0     | 2       | 0       | 22     | 2      |
| 2012/13         | VVV-Venlo       | Eredivisie      | 2          | 0          | 0     | 0     | 0       | 0       | 2      | 0      |
| 2013/14         | VVV-Venlo       | Eerste divisie  | 28         | 0          | 2     | 0     | 1       | 0       | 31     | 0      |
| 2014/15         | VVV-Venlo       | Eerste divisie  | 19         | 1          | 1     | 0     | 3       | 0       | 23     | 1      |
| 2015/16         | Willem II       | Eredivisie      | 0          | 0          | 0     | 0     | —       | —       | 0      | 0      |
| 2015/16         | KuPS Kuopio     | Veikkausliiga   | 0          | 0          | 1     | 0     | —       | —       | 1      | 0      |
| Carrière totaal | Carrière totaal | Carrière totaal | 161        | 11         | 12    | 1     | 18      | 1       | 191    | 13     |